# Barići (Višnjan)
Pour les articles homonymes, voir Barići.
Barići (en italien : Barici) est une localité de Croatie située en Istrie, dans la municipalité de Višnjan, dans le comitat d'Istrie. En 2001, la localité comptait 31 habitants.

## Démographie
| 1948 | 1953 | 1961 | 1971 | 1981 | 1991 | 2001 |
| ---- | ---- | ---- | ---- | ---- | ---- | ---- |
| 75   | 61   | 38   | 37   | 33   | 21   | 31   |